# Jeremy Ingram
Jeremy Jerod Ingram (Charlotte, Carolina del Norte, 4 de abril de 1992) es un baloncestista estadounidense que actualmente se encuentra sin equipo. Con 1,91 metros de estatura, juega en la posición de escolta.

## Trayectoria deportiva

### Universidad
Jugó durante cuatro temporadas con los Eagles de la Universidad Central de Carolina del Norte, en las que promedió 13,6 puntos, 3,1 rebotes y 1,1 asistencias por partido. En 2013 y 2014 fue incluido en el mejor quinteto de la Mid-Eastern Athletic Conference, y esa última temporada fue además elegido Jugador del Año.

### Profesional
Tras no ser elegido en el Draft de la NBA de 2014, firmó su primer contrato profesional con el Adanaspor Basketbol de la TB2L, la segunda categoría del baloncesto turco. Allí jugó una temporada en la que promedió 21,4 puntos y 3,5 asistencias por partido.
En agosto de 2015 fichó por el Mondi Melikşah Üniversitesi, también de la TB2L, donde jugó también una temporada en la que promedió 18,7 puntos y 4,1 asistencias por partido.
Al año siguiente cambió de continenta para fichar por el Quimsa de la Liga Nacional de Básquet argentina, pero tras seis partidos en los que sólo promedió 3,0 puntos, fue cortado en el mes de noviembre.